# Дужі

Брати Іван, Микола та Петро Дужі

## Родина Дужих
Родина Дужих походить з села Карова Рава-Руського повіту, тепер Сокальського району, Львівської області.Була багатодітною селянською сім'єю.У батьків Параскеви та Атанасія, було одинадцять дітей. З них четверо померли ще маленькими, іншим судилась нелегка, а особливо братам, трагічна доля. Залишилося в сім’ї чотири дочки – Марія, Олена, Параскева, Анна і три сини – Микола, Іван, Петро. Батьки, національно свідомі українці, виховували дітей в патріотичному дусі. Старались всім дати освіту, особливо синам. Родина Дужих в селі вважалась багатою, хоч за кількістю наявної землі деякі односельці були багатші за них. Але Дужі, батько Атанасій, а після його смерті у 1932 році, син Іван, вміли господарювати, як кажуть, були культурними господарями. В них була мурована хата, пасіка, гарні коні, багато худоби. Але Друга світова війна порушила встановлений плин життя. У 1939 році до Карова прийшли більшовики. В лютому 1940 року радянська влада заарештувала Івана ,а родину – маму, дружину Івана і двох маленьких донечок вивезли в Казахстан.

## Пояснення до фото

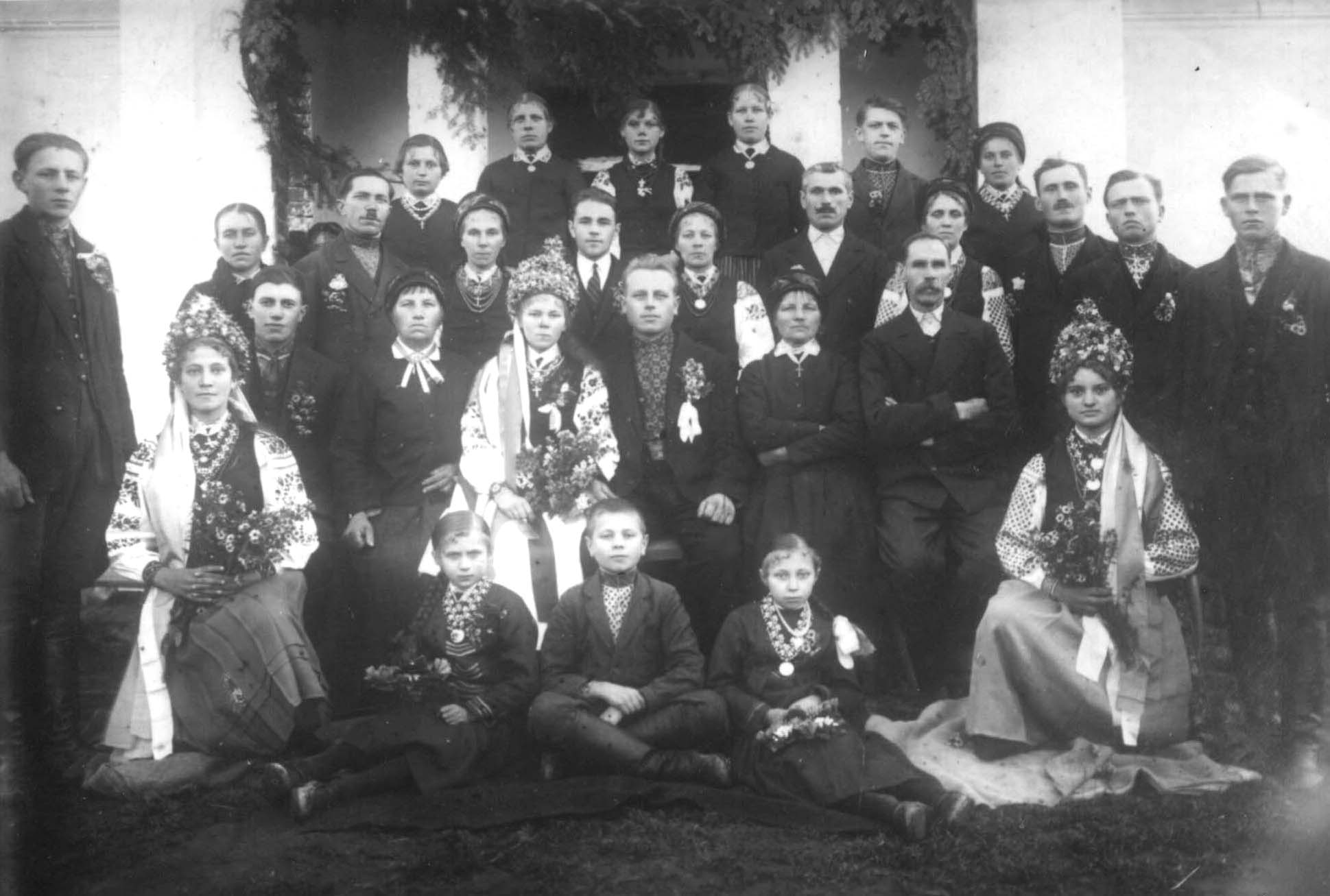
Весілля в с.Карові у родині Дужих, 1928р.

### В нижньому ряді
- посередині Петро Дужий.

### Другий ряд
- крайній зліва Іван Дужий,
- четверта зліва Анна Дужа,
- шоста зліва мама Параскевія Дужа ,
- поруч батько Атанасій Дужий.

### Третій ряд
- третя зліва - сестра Олена,
- брат Микола Дужий,
- сестра Марія.

## Брати Дужі
- Микола Дужий — (*13 грудня 1901 — †18 травня 1955) - підхорунжий УГА, секретар Головної Управи товариства “Просвіта”, секретар призидії УГВР, після ув’язнення прожив на волі лише 12днів.

- Іван Дужий — (*1911 - † (23 квітня 1941) - активіст читальні «Просвіта» у рідному селі Карові, керівник драматичного аматорського гуртка, закатований у Львівській тюрмі "Бригідки".

- Петро Дужий — (*7 червня 1916 - †24 жовтня 1997) — український письменник, з 1944 референт пропаганди УПА, тричі засуджений на кару смерті трьома окупаційними режимами, почесний громадянин міста Львова.

### Вулиця Братів Дужих у Львові
18 серпня 2022 року на сесії Львівської міської ради підтримано рішення про перейменування ще 20 вулиць у місті Львові. Зокрема, вулицю Володимира Комарова (названу на честь радянського астронавта) переназвати вулицею Братів Дужих. Перед цим на відкритому онлайн голосуванні серед інших пропозицій, ця назва перемогла отримавши 51%, 6879 голосів.